# Krmine
Krmine är ett samhälle i Bosnien och Hercegovina.   Det ligger i entiteten Republika Srpska, i den centrala delen av landet, 130 km nordväst om huvudstaden Sarajevo. Krmine ligger 460 meter över havet och antalet invånare är 578.
Terrängen runt Krmine är kuperad, och sluttar norrut.Runt Krmine är det ganska tätbefolkat, med 67 invånare per kvadratkilometer.. Närmaste större samhälle är Banja Luka, 16,0 km norr om Krmine.
I omgivningarna runt Krmine växer i huvudsak lövfällande lövskog.